# جبل إرايا
جبل إرايا (بالإنجليزية: Mount Iraya)‏ هو بركان خامد في جزيرة باتان وأعلى نقطة في مقاطعة باتانيس بالفلبين.

## الموقع
يقع إرايا في جزيرة باتان، إحدى جزر باتانيس، في مقاطعة باتانيس، في مضيق لوزون، شمال جزيرة لوزون، في الفلبين.
يعد من البراكين النشطة في أقصى شمال الفلبين.

## خصائص فيزيائية
إرايا عبارة عن بركان طبقي غابات كثيفة، بارتفاع 1،009 متر (3،310 قدم) فوق سطح البحر، وقطرها الأساسي 5،500 متر (18،000 قدم).
الصرح البركاني المجاور هو جبل ماتارم.

## النشاط البركاني
ثار جبل إيرايا آخر مرة عام 1454، ويعتبره المعهد الفلبيني لعلم البراكين والزلازل (PHIVOLCS) أحد البراكين النشطة في الفلبين.
في عام 1998، سجل علماء البراكين أسرابًا زلزالية أدت بهم إلى تشكيل شبكة مراقبة في جزيرة باتان لعدة أشهر. بعد أن تضاءلت أسراب الهزات، تم سحب المحطات المؤقتة في برنجية سان جو كوين في باسكو، وبتانيس وآخر بالقرب من فوهة البركان. لا تزال محطة باسكو لرصد الزلازل تراقب النشاط الزلزالي أو أي نشاط متعلق بإرايا.
البراكين في الفلبين كلها جزء من حلقة النار في المحيط الهادئ.

## ميثولوجيا
جبل إرايا هو جبل مقدس لشعب إيفاتان. هناك نوعان من الحكايات المتناقضة بخصوص الجبل، تقول الحكاية الأولى أن الجبل أم تطل على أطفالها (الإيفاتان) لحمايتهم، بينما تنص الحكاية الثانية على أنه إذا ظهرت حلقة من الغيوم على قمة الجبل يقوم إرايا بإخطار الناس للإستعداد بسبب موت حتمي لكبار السن، عادة لأسباب طبيعية.